# Porrhomma rosenhaueri
Porrhomma rosenhaueri là một loài nhện trong họ Linyphiidae.
Loài này thuộc chi Porrhomma. Porrhomma rosenhaueri được Ludwig Carl Christian Koch miêu tả năm 1872.